# Flight International
Flight International, precedentemente solo Flight, è la più antica rivista di aviazione ancora esistente, avendo cominciato le pubblicazioni nel 1909.
Grazie al nutrito team di corrispondenti da ogni parte del mondo, i suoi articoli riguardano ogni branca dell'aviazione e della ricerca aerospaziale.
Molto apprezzati sono i disegni tecnici a spaccato presenti in ogni numero, particolarità propria della rivista sin dalla fine degli anni venti del XX secolo.